# 艾迪塔·羅德琳娜
艾迪塔·羅德琳娜（1978年10月19日—）是立陶宛的政治人物，現任立陶宛國會議員。

## 生平
艾迪塔·羅德琳娜於1978年生於立陶宛特拉凱，2003年於維爾紐斯大學獲碩士學位。2003年起她在特拉凱的地方政府工作，先後負責青年事務與地方發展事務。2014年－2021年羅德琳娜擔任特拉凯区市長，為該市第一位女性市長。
2021年4月，與羅德琳娜同黨的立陶宛國會議員肯斯圖提斯·格拉維卡斯逝世，羅德琳娜遞補成為立陶宛共和國自由運動的不分區國會議員。同年起她也擔任立陶宛共和國自由運動的第一副主席。
2023年1月，羅德琳娜隨立陶宛國會採訪團訪問臺灣。